# 진충귀
진충귀 (陳忠貴, ? ~ 1412년)는 조선 초기의 문신이다. 본관은 삼척. 조선의 개국공신 중 원종공신이다.
1393년(태조 2)부터 4년간 첨절제사(僉節制使)로 양광도(楊廣道), 경사(京師) 등을 다녔으며, 1394년(태조 3)에는 가정대부(嘉靖大夫) 상의중추원사(商議中樞院事) 도평의사사(都評議司使)와 의주등처병마사(義州等處兵馬使) 의주목사(義州牧使)를 역임하였다.
1395년(태조 4년) 개국공신으로 책록되었다. 그가 받은 공신 녹권과 왕지는 현재까지 전해진다. 〈진충귀 고신왕지〉는 보물 제1161호, 〈진충귀 개국원종공신녹권〉보물 제1160호로 지정되어 있다.
1396년(태조 5) 상의중추원사(商議中樞院事) 겸 의주등처도병마사(義州等處都兵馬使)를 역임하였다.
1412년(태종 12)에 전 중추원사(前中樞院使)로 졸하였다.

## 관련 문화재
- 진충귀 개국원종공신녹권 - 보물 제1160호
- 진충귀 고신왕지 - 보물 제1161호